# Lista suveranilor germani
Aceasta este o listă a monarhilor germani care au domnit asupra teritoriului Europei Centrale, de la crearea Regatului Franciei Răsăritene în 843 până la abolirea monarhiei din Imperiul german și din Austro-Ungaria în 1918.

## Regatul Franciei Răsăritene și, mai târziu, Regatul Germaniei

### Regi
| Nume                              | Casă                  | Rege romano-german                   | Împărat romano-german                    | Sfârșit                              | Note |
| --------------------------------- | --------------------- | ------------------------------------ | ---------------------------------------- | ------------------------------------ | --- |
| Ludovic Germanul                  | Carolingieni          | 11 august 843                        | —                                        | 23 august 876                        | Fiul împăratului Ludovic cel Pios |
| Ludovic cel Tânăr                 | Carolingieni          | 28 august 876                        | —                                        | 20 ianuarie 882                      | Fiul lui Ludovic Germanul; a cârmuit Francia Răsăriteană, Ducatul Saxoniei și, din 880, și Ducatul Bavariei                                                           |
| Carloman                          | Carolingieni          | 28 august 876                        | —                                        | 22 martie 880                        | Fiul lui Ludovic Germanul, a cârmuit Ducatul Bavariei; din 877 a fost și rege al Italiei                                                                              |
| Carol al III-lea (cel Gras)       | Carolingieni          | 28 august 876                        | 12 februarie 881                         | 11 noiembrie 887                     | Fiul lui Ludovic Germanul, a cârmuit Alemannia, Raetia, iar din 882, întregul Regat de Est                                                                            |
| Arnulf de Carinthia               | Carolingieni          | 30 noiembrie 887                     | 25 aprilie 896                           | 8 decembrie 899                      | Fiul lui Carloman |
| Ludovic Copilul                   | Carolingieni          | 21 ianuarie 900                      | —                                        | 20 august 911                        | Fiul lui Arnulf |
| Conrad I                          | Conradini             | 10 noiembrie 911                     | —                                        | 23 decembrie 918                     | |
| Henric I                          | Ottonieni             | 23 aprilie 919                       | —                                        | 2 iulie 936                          | |
| Arnulf cel Rău                    | Luitpoldingieni       | 919                                  | —                                        | 921                                  | Rival al lui Henric I |
| Otto I (cel Mare)                 | Ottonieni             | 7 august 936                         | 2 februarie 962                          | 7 mai 973                            | Fiul lui Henric I; încoronat Sfânt Împărat Roman în 961 |
| Otto al II-lea (cel Roșu)         | Ottonieni             | 26 mai 961                           | 25 decembrie 967                         | 7 decembrie 983                      | Fiul lui Otto I cel mare rege romano-german 961–973; a fost încoronat împărat în timpul vieții tatălui său                                                            |
| Otto al III-lea                   | Ottonieni             | 25 decembrie 983                     | 21 mai 996                               | 21 ianuarie 1002                     | Fiul lui Otto al II-lea |
| Henric al II-lea                  | Ottonieni             | 7 iunie 1002                         | 26 aprilie 1014                          | 13 iulie 1024                        | strănepotul lui Henric I |
| Conrad al II-lea                  | Salieni               | 8 septembrie 1024                    | 26 martie 1027                           | 4 iunie 1039                         | stră-strănepotul lui Otto I |
| Henric al III-lea                 | Salieni               | 14 aprilie 1028                      | 25 decembrie 1046                        | 5 octombrie 1056                     | Fiul lui Conrad al II-lea; Rege romano-german sub tatăl său, 1028–1039                                                                                                |
| Henric al IV-lea                  | Salieni               | 17 iulie 1054                        | 21 martie 1084                           | 31 decembrie 1105                    | Fiul lui Henric al III-lea; Rege romano-german sub tatăl său, 1054–1056                                                                                               |
| Rudolf de Rheinfelden             | Rheinfelden           | 15 martie 1077                       | —                                        | 15 octombrie 1080                    | Rival al lui Henric al IV-lea |
| Herman de Salm                    | Salm                  | 6 august 1081                        | —                                        | 28 septembrie 1088                   | Rival al lui Henric al IV-lea |
| Conrad                            | Salieni               | 30 mai 1087                          | —                                        | 27 iulie 1101                        | Fiul lui Henric al IV-lea; Rege romano-german sub tatăl său, 1087–1098, rege al Italiei 1093–1098, 1095–1101.                                                         |
| Henric al V-lea                   | Salieni               | 6 ianuarie 1099                      | 13 aprilie 1111                          | 23 mai 1125                          | Fiul lui Henric al IV-lea; rege romano-german; a cârmuit împreună cu tatăl său (1099–1105) pe care l-a forțat să abdice.                                              |
| Lothar al III-lea                 | Supplinburger         | 30 august 1125                       | 4 iunie 1133                             | 4 decembrie 1137                     | |
| Conrad al III-lea                 | Hohenstaufen          | 7 martie 1138                        | —                                        | 15 februarie 1152                    | Nepot al lui Henric al IV-lea; rege rival al lui Lothar al III-lea, 1127–1135                                                                                         |
| Henric Berengar                   | Hohenstaufen          | 30 martie 1147                       | —                                        | august? 1150                         | Fiul lui Conrad al III-lea; rege romano-german sub tatăl său, 1147–1150                                                                                               |
| Frederic I (Barbarossa)           | Hohenstaufen          | 4 martie 1152                        | 18 iunie 1155                            | 10 iunie 1190                        | Nepotul lui Conrad al III-lea |
| Henric al VI-lea                  | Hohenstaufen          | 15 august 1169                       | 14 aprilie 1191                          | 28 septembrie 1197                   | Fiul lui Frederic I; rege romano-german sub tatăl său, 1169–1190 |
| Frederic al II-lea                | Hohenstaufen          | 1197                                 | —                                        | 1197                                 | Fiul lui Henric al VI-lea; rege romano-german sub tatăl său, 1196 |
| Filip de Suabia                   | Hohenstaufen          | 6 martie 1198                        | —                                        | 21 august 1208                       | Fiul lui Frederic I; rival al lui Otto al IV-lea |
| Otto al IV-lea                    | Welf                  | 29 martie 1198                       | 4 octombrie 1209                         | 5 iulie 1215                         | Rival al lui Filip de Suabia; mai târziu, rival al lui Frederic al II-lea; detronat în 1215; decedat la 19 mai 1218                                                   |
| Frederic al II-lea                | Hohenstaufen          | 5 decembrie 1212                     | 22 noiembrie1220                         | 26 decembrie 1250                    | Fiul lui Henric al VI-lea; rival al lui Otto al IV-lea până la 5 iulie 1215                                                                                           |
| Henric al VII-lea                 | Hohenstaufen          | 23 aprilie 1220                      | —                                        | 15 august 1235                       | Fiul lui Frederic al II-lea; rege romano-german sub tatăl său, 1220–1235 (destituit de tatăl său în 1235)                                                             |
| Conrad al IV-lea                  | Hohenstaufen          | mai 1237                             | —                                        | 1 mai 1254                           | Fiul lui Frederic al II-lea; rege romano-german sub tatăl său, 1237–1250                                                                                              |
| Henric Raspe                      | Turingia              | 22 mai 1246                          | —                                        | 16 februarie 1247                    | Rival al lui Frederic al II-lea |
| Wilhelm al Olandei                | Olanda                | 3 octombrie 1247                     | —                                        | 28 ianuarie 1256                     | Rival al lui Frederic al II-lea și Conrad al IV-lea, 1247–1254 |
| Richard de Cornwall               | Plantagenet           | 13 ianuarie 1257                     | —                                        | 2 aprilie 1272                       | Rival al lui Alfonso de Castilia; nu a avut autoritate reală. |
| Alfonso al Castiliei              | Casa de Burgundia     | 1 aprilie 1257                       | —                                        | 1275                                 | Nepotul lui Filip; rival al lui Richard de Cornwall; nu a avut autoritate; mai târziu s-a opus lui Rudolf I; a renunțat la pretenții în 1275, decedat în 1284         |
| Rudolf I                          | Habsburg              | 29 septembrie 1273                   | —                                        | 15 iulie 1291                        | |
| Adolf de Nassau                   | Nassau                | 5 mai 1292                           | —                                        | 23 iunie 1298                        | |
| Albert I                          | Habsburg              | 24 iunie 1298                        | —                                        | 1 mai 1308                           | Fiul lui Rudolf I; rival al lui Adolf de Nassau, 1298 |
| Henric al VII-lea                 | Luxemburg             | 27 noiembrie 1308                    | 13 iunie 1311                            | 24 august 1313                       | |
| Ludovic al IV-lea                 | Wittelsbach           | 20 octombrie 1314                    | 17 ianuarie 1328                         | 11 octombrie 1347                    | Nepotul lui Rudolf I; rival al lui Frederic, 1314–1322 |
| Frederic cel Frumos               | Habsburg              | 19 octombrie 1314/ 5 septembrie 1325 | —                                        | 28 septembrie 1322/ 13 ianuarie 1330 | Fiul lui Albert I; rival al lui Ludovic al IV-lea, 1314–1322; rege asociat cu Ludovic al IV-lea, 1325–1330                                                            |
| Carol al IV-lea                   | Luxemburg             | 11 iulie 1346                        | 5 aprilie 1355                           | 29 noiembrie 1378                    | Nepotul lui Henric al VII-lea; rival al lui Ludovic al IV-lea, 1346–1347                                                                                              |
| Günther de Schwarzburg            | Schwarzburg           | 30 ianuarie 1349                     | —                                        | 24 mai 1349                          | Rival al lui Carol al IV-lea |
| Venceslau al IV-lea               | Luxemburg             | 10 iunie 1376                        | —                                        | 20 august 1400                       | Fiul lui Carol al IV-lea; rege romano-german sub tatăl său, 1376–1378; detronat la 1400; decedat la 1419                                                              |
| Frederic de Braunschweig-Lüneburg | Braunschweig-Lüneburg | 1400                                 | —                                        | 1400                                 | Rival al lui Venceslau al IV-lea |
| Rupert al Palatinatului Rinului   | Wittelsbach           | 21 august 1400                       | —                                        | 18 mai 1410                          | Stră-strănepot al lui Ludovic al IV-lea |
| Sigismund                         | Luxemburg             | 20 septembrie 1410/ 21 iulie 1411    | 3 mai 1433                               | 9 decembrie 1437                     | Fiul lui Carol al IV-lea |
| Jobst al Moraviei                 | Luxemburg             | 1 octombrie 1410                     | —                                        | 18 ianuarie 1411                     | Nepotul lui Carol al IV-lea; rival al lui Sigismund |
| Albert al II-lea                  | Habsburg              | 18 martie 1438                       | —                                        | 27 octombrie 1439                    | |
| Frederic al III-lea               | Habsburg              | 2 februarie 1440                     | 16 martie 1452                           | 19 august 1493                       | |
| Maximilian I                      | Habsburg              | 16 februarie 1486                    | 4 februarie 1508, împărat ales           | 12 ianuarie 1519                     | Fiul lui Frederic al III-lea; rege romano-german sub tatăl său, 1486–1493; a adoptat în 1508 titlul de împărat ales, cu acceptul papei                                |
| Carol al V-lea                    | Habsburg              | 28 iunie 1519                        | 24 februarie 1530. împărat ales din 1520 | 21 septembrie 1556                   | Nepotul lui Maximilian I; împărat ales din 1519, încoronat de către Papă; a abdicat în 1556; decedat la 21 septembrie 1558;                                           |
| Ferdinand I                       | Habsburg              | 5 ianuarie 1531                      | 14 martie 1558, împărat ales             | 25 iulie 1564                        | Nepotul lui Maximilian I; fratele lui Carol al V-lea; rege romano-german sub fratele său Carol al V-lea, 1531–1556; ultimul rege încoronat în Catedrala de la Aachen. |
| Maximilian al II-lea              | Habsburg              | 22 noiembrie 1562                    | 25 iulie 1564, împărat ales              | 12 octombrie 1576                    | Fiul lui Ferdinand I; rege romano-german sub tatăl său, 1562–1564 |
| Rudolf al II-lea                  | Habsburg              | 27 octombrie 1575                    | 2 noiembrie 1576, împărat ales           | 20 ianuarie 1612                     | Fiul lui Maximilian al II-lea; rege romano-german sub tatăl său, 1575–1576                                                                                            |
| Matia                             | Habsburg              | 13 iunie 1612                        | 13 iunie 1612, împărat ales              | 20 martie 1619                       | Fiul lui Maximilian al II-lea |
| Ferdinand al II-lea               | Habsburg              | 28 august 1618                       | 20 martie 1619, împărat ales             | 15 februarie 1637                    | Nepotul lui Ferdinand I; |
| Ferdinand al III-lea              | Habsburg              | 22 decembrie 1636                    | 15 februarie 1637, împărat ales          | 2 aprilie 1657                       | Fiul lui Ferdinand al II-lea; rege romano-german sub tatăl său, 1636–1637                                                                                             |
| Ferdinand al IV-lea               | Habsburg              | 31 mai 1653                          | —                                        | 9 iulie 1654                         | Fiul lui Ferdinand al III-lea; rege romano-german sub tatăl său |
| Leopold I                         | Habsburg              | 18 iulie 1658                        | 18 iulie 1658, împărat ales              | 5 mai 1705                           | Fiul lui Ferdinand al III-lea |
| Iosif I                           | Habsburg              | 23 ianuarie 1690                     | 5 mai 1705, împărat ales                 | 17 aprilie 1711                      | Fiul lui Leopold I; rege romano-german sub tatăl său, 1690–1705 |
| Carol al VI-lea                   | Habsburg              | 27 octombrie 1711                    | 27 octombrie 1711, împărat ales          | 20 octombrie 1740                    | Fiul lui Leopold I |
| Carol al VII-lea                  | Wittelsbach           | 14 ianuarie 1742                     | 14 ianuarie 1742, împărat ales           | 20 ianuarie 1745                     | Soțul Maria-Amaliei, fiica lui Iosif I |
| Francisc I Ștefan                 | Lorena                | 13 septembrie 1745                   | 13 septembrie 1745, împărat ales         | 18 august 1765                       | Soțul Maria Terezei, fiica lui Carol al VI-lea |
| Iosif al II-lea                   | Habsburg-Lorena       | 27 martie 1764                       | 18 august 1765, împărat ales             | 20 februarie 1790                    | Fiul lui Francisc I și al Maria Theresei; rege romano-german sub tatăl său, 1764–1765                                                                                 |
| Leopold al II-lea                 | Habsburg-Lorena       | 30 septembrie 1790                   | 30 septembrie 1790, împărat ales         | 1 martie 1792                        | Fiul lui Francisc I și al Maria Theresei |
| Francisc al II-lea                | Habsburg-Lorena       | 7 iulie 1792                         | 7 iulie 1792, împărat ales               | 6 august 1806                        | Fiul lui Leopold al II-lea; a dizolvat vechiul imperiu; a devenit împărat al Austriei, domnind 1804–1835; decedat la 1835                                             |

## Confederațiile germane, 1806–1871

### Confederația Rinului, 1806–1813
| Nume                               | Titlu                              | Casa      | Început       | Sfârșit           |
| ---------------------------------- | ---------------------------------- | --------- | ------------- | ----------------- |
| Napoleon I, împărat al francezilor | Protector al Confederației Rinului | Bonaparte | 25 iulie 1806 | 19 octombrie 1813 |

### Confederația Germană, 1815–1866
| Nume                                                                                  | Portret                      | Titlu                               | Casa            | Început | Sfârșit |
| ------------------------------------------------------------------------------------- | ---------------------------- | ----------------------------------- | --------------- | --- | --- |
| Francisc I, împărat al Austriei                                                       |                              | Președinte al Confederației Germane | Habsburg-Lorena | 20 iunie 1815 | 2 martie 1835 |
| Ferdinand I, împărat al Austriei                                                      |                              | Președinte al Confederației Germane | Habsburg-Lorena | 2 martie 1835 | 12 iulie 1848 |
| Arhiducele Johann de Austria                                                          |                              | Vicar Imperial                      | Habsburg-Lorena | 12 iulie 1848 | 20 decembrie 1849                                                                                                  |
| Frederic Wilhelm al IV-lea, rege al Prusiei (Friedrich Wilhelm IV, König von Preußen) |                              | ales Împărat al germanilor          | Hohenzollern    | ales Împărat al germanilor de Adunarea de la Frankfurt la 28 martie 1849, însă a refuzat coroana la 3 aprilie 1849 | ales Împărat al germanilor de Adunarea de la Frankfurt la 28 martie 1849, însă a refuzat coroana la 3 aprilie 1849 |
| Frederic Wilhelm al IV-lea, rege al Prusiei (Friedrich Wilhelm IV, König von Preußen) | Președintele Uniunii Germane | 26 mai 1849                         | Hohenzollern    | 29 noiembrie 1850                                                                                                  | |
| Francisc Iosif, împărat al Austriei                                                   |                              | Președinte al Confederației Germane | Habsburg-Lorena | 1 mai 1850 | 24 august 1866 |

### Confederația Germană de Nord, 1867-1871
| Nume                      | Portret | Titlu                                       | Casa         | Început      | Sfârșit          |
| ------------------------- | ------- | ------------------------------------------- | ------------ | ------------ | ---------------- |
| Wilhelm I, regele Prusiei |         | Președinte al Confederației Germane de Nord | Hohenzollern | 1 iulie 1867 | 18 ianuarie 1871 |

## Imperiul german(1871-1918)
| Nume                                | Portret | Titlu          | Casa         | Început          | Sfârșit          |
| ----------------------------------- | ------- | -------------- | ------------ | ---------------- | ---------------- |
| Wilhelm I, regele Prusiei           |         | Împărat german | Hohenzollern | 18 ianuarie 1871 | 9 martie 1888    |
| Frederic al III-lea, regele Prusiei |         | Împărat german | Hohenzollern | 9 martie 1888    | 15 iunie 1888    |
| Wilhelm al II-lea, regele Prusiei   |         | Împărat german | Hohenzollern | 15 iunie 1888    | 9 noiembrie 1918 |